# Tech house
Tech-house, techno-house – styl elektronicznej muzyki tanecznej (klubowej) łączący elementy gatunków muzycznych house i minimal techno.

## Charakterystyka
Utwory charakteryzuje brzmienie surowe, monotonne i są zbudowane najczęściej z mocno wyeksponowanej, pompującej, ciepło brzmiącej linii subbasu (zapętlonej dwukrotnie w takcie), prostego monotonnego plucka/bassu oraz lekkiego i zmysłowego akordu nadającego progresji całemu utworowi.

## Pochodzenie
Tech house wywodzi się z progressive house, acid house, detroit house i detroit techno. Gatunek powstał w latach 90. XX wieku w Europie.

## Przedstawiciele
Głównymi przedstawicielami nurtu są: Matthew Herbert, Daniel Ibbotson, Terry Lee Brown Jr., Funk D'Void i Ian O'Brien.